# He Lives in You
He Lives in You (с англ. — «Он живет в тебе») — песня, написанная и исполненная Лебо М и его южноафриканским хором для музыкального альбома 1995 года «Rhythm of the Pride Lands», вдохновленного мультфильмом «Король Лев» 1994 года. Она исполняется дважды в мюзикле по мотивам мультфильма, идущем с 1997 г., а сокращённая версия песни используется в начале мультфильма «Король Лев 2: Гордость Симбы».
Песня была написана в соавторстве с Марком Манчиной и Джеем Рифкином.

## Король Лев (мюзикл)
Песня используется дважды в мюзикле по мотивам фильма, один раз в каждом действии. Во время первого акта Муфаса поет для молодого Симбы «They Live in You». Текст песни была немного изменён, чтобы представить Великих Королей Прошлого, которые, как полагают, наблюдают за миром со звёзд. Муфаса во время песни показывает Симбе, что он никогда не одинок, потому что за ним всегда кто-то наблюдает. Песня исполняется Муфасой и ансамблем и звучит благоговейно и сдержанно.
Во втором акте песню поют Рафики, ансамбль и взрослый Симба. Первая часть песни и спета Рафики, а ансамбль — как Рафики, призывает дух Муфасы. Дух Муфасы появляется и инструктирует Симбу вернуться домой и занять свое законное место короля. После того, как дух Муфасы угасает, Симба понимает, что он должен взять на себя ответственность и вернуться домой. В этот момент происходит инструментальный перерыв, после которого песня становится более оживленной, и Симба присоединяется к праздничному пению Рафики и ансамбля, осознав свои обязанности истинного короля.

## Король Лев 2: Гордость Симбы
Эта песня используется во вступительной части мультфильма 1998 года, в исполнении Лебо М. Животные отправляются к Скале Предков, чтобы увидеть представление Киары — дочери королевской четы Симбы и Налы. Основная тема песни заключается в том, что наследие Муфасы живет, несмотря на его смерть. Дух Муфасы также наблюдает за представлением.

## Король Лев (2019)
Лебо М. исполняет версию песни, которая играет во время титров фильма-ремейка 2019 года и включена в его саундтрек. Лебо М исполняет версию песни на языке коса, которая звучит во время титров 2019 года и включена в саундтрек фильма.

## Кавер версии
Версия Тины Тернер была включена в сборник «The Lion King Collection», а также в титры фильма некоторых неанглийских дубляжей.
Дайана Росс записала песню для своего альбома 1999 года «Every Day is a New Day» и для фильма 1999 года «Цена успеха», где ее пела ее героиня Оливия Кинг.
Группа TRF записали песню для японской версии Гордости Симбы, выпустив их версию как 25-й сингл в 1999 году.
Лонни Гордон записала домашнюю версию своего альбома No Regret и выпустила его как сингл в 2001 году. В том же году Майкл Кроуфорд спел эту песню как часть попурри на The Disney Album.
«They Live in You» был использован Джонни Мэтисом для его альбома 2000 года «Mathis on Broadway».
Песня была написана Элайджей Келли для альбома Disneymania 6. В 2015 году песня была включена в попурри песен «Короля Льва», исполненное ютубером и певицей Джорджией Мерри.
Майкл Болл и Элфи Бо исполнили песню в своем альбоме Together Again в 2017 году.
Дестини Чукуньере исполнила песню во время Недели кино и на своём финальном выступлении во втором сезоне шоу X Factor Malta в 2020 году.